# Châtel-de-Neuvre
Châtel-de-Neuvre is een gemeente in het Franse departement Allier (regio Auvergne-Rhône-Alpes) en telt 515 inwoners (1999). De plaats maakt deel uit van het arrondissement Moulins.

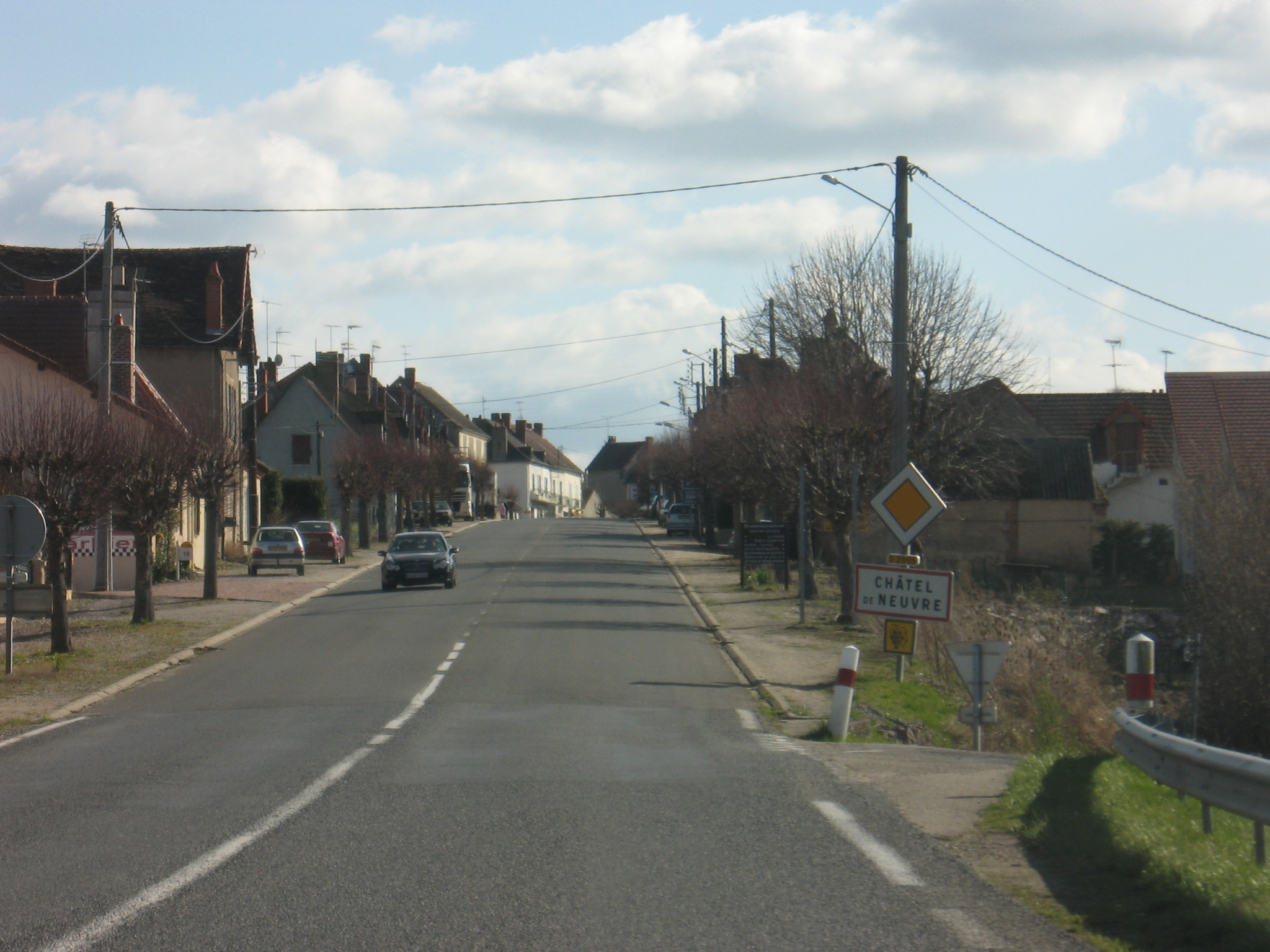
Châtel-de-Neuvre

## Geografie
De oppervlakte van Châtel-de-Neuvre bedraagt 19,7 km², de bevolkingsdichtheid is 26,1 inwoners per km².
De onderstaande kaart toont de ligging van Châtel-de-Neuvre met de belangrijkste infrastructuur en aangrenzende gemeenten.

## Bezienswaardigheden

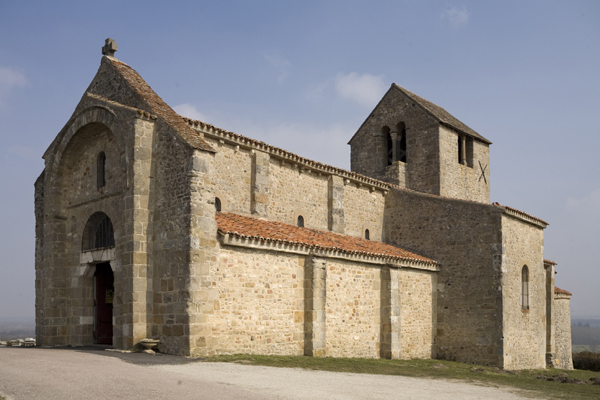
Kerk van Saint-Laurent

- De kerk Saint-Laurent, een van de oudste kerken in het departement. De oudste delen stammen uit de 11de eeuw.[2]
- De Moulin-Neuf toren, deze was een onderdeel van de 14de-eeuwse verdedigingswerken van het district. De vierkante toren is 36 meter hoog en wordt bewoond.

## Demografie
Onderstaande figuur toont het verloop van het inwonertal (bron: INSEE-tellingen).
Vanwege een beveiligingsprobleem met de MediaWiki Graph-software is het momenteel niet mogelijk deze grafiek weer te geven. Zodra de software is bijgewerkt zal de grafiek vanzelf weer zichtbaar worden.